# کیرون دایر
کیرون دایر (به انگلیسی: Kieron Dyer) بازیکن فوتبال زادهٔ ۲۹ دسامبر ۱۹۷۸ اهل انگلستان است که سابقهٔ بازی در تیم ملی فوتبال انگلستان را در کارنامهٔ خود دارد. وی در تاریخ ۴ سپتامبر ۱۹۹۹ نخستین بازی ملی خود را در مقابل تیم ملی فوتبال لوکزامبورگ انجام داد و با حضور در ۳۳ بازی ملی، در تاریخ ۲۲ اوت ۲۰۰۷ واپسین بازی ملی‌اش را در برابر تیم ملی فوتبال آلمان برگزار کرد.